# کوه ماکاراکومبورو
کوه ماکاراکومبورو (به لاتین: Mount Makarakomburu) یک کوه در جزایر سلیمان است که در Guadalcanal, Solomon Islands واقع شده‌است. کوه ماکاراکومبورو ۲٬۳۱۰ متر بالاتر از سطح دریا واقع شده‌است.